# Diminutiu
Un diminutiu és un mot derivat que dona un significat de més petit, generalment fet amb un sufix afegit al mot primitiu. Per exemple «gosset» és un «gos petit» i, per tant, un diminutiu. En principi no hi ha límit quant a les paraules que poden adoptar aquest matís, per exemple: noms «gosset», adjectius «grassonet», adverbis «a propet», etc.
El diminutiu també es pot usar per a demostrar afecte o proximitat, per això és més freqüent en la parla entre pares i fills o les parelles. Segons el context pot tenir un valor apreciatiu o despectiu. De vegades la paraula amb sufix per bifurcació semàntica obté una significació diferent de l'arrel. El seu corol·lari és l'augmentatiu. A cops un mot que a l'inici o en llatí era un diminitiu perd aquesta valor i passa al català com a mot primitiu: fesol, perola, flabiol. De vegades el mot amb sufix obté una significació diferent del mot arrel, i esdevé un lexema sui generis, com per exemple «cotxet» en el sentit de «vehicle destinat a portar-hi un infant o dos», o la ironia fa que un sufix diminutiu «-et» pren una valor augmentativa: «Quin cotxet t'has comprat, de set places!» En altres casos, el diminitiu obté un significat propi, quasi dissociat del mot primitiu: targeta (tarja).
El diminutius catalans es poden formar amb diferents sufixos. Els més comuns en la llengua actual són:
- -et, -eta
- -ó, -ona

Històricament altres sufixos també han format diminutius, tots vigents en algunes de les múltiples varietats geogràfiques del català:
- -ell, -ella (porcell)
- -el·lo, -el·la
- -eu, -eua
- -í, -ina (rajolí)
- -ic, -ica
- -ill, -illa (foradill, esquerdill. potser fossilitzat)
- -iu, -iua, (petit, petitiua)
- -oi, -oia, (petit, petitoi)
- -ol, -ola (estany, estanyol)
- -utxo, -utxa

## Diminutius en altres llengües i els seus dialectes
Moltes llengües o dialectes tenen els seus propis sufixos:
- en alemany -chen, i més rarament -lein;
- en castellà -(ec)ito/a per norma general, si el mot de base és monosil·làbic i acaba en consonant (sol, solecito; mar, marecita), però la forma -ito/a amb radicals de la mateixa forma si el mot de base és bisil·làbic i acaba en -o, -a flexives (solo/a, solito/a; cara, carita). -ico és el sufix del castellà d'Aragó i -ino el del castellà de Salamanca;
- en neerlandès -tje, -je o -pje.